# Pardosa hortensis
Pardosa hortensis este o specie de păianjeni din genul Pardosa, familia Lycosidae. A fost descrisă pentru prima dată de Tord Tamerlan Teodor Thorell în anul 1872. Conform Catalogue of Life specia Pardosa hortensis nu are subspecii cunoscute. Specia este răspândită în Europa, Rusia și Asia Mică.